# Leucothoe acuminata
Leucothoe acuminata là một loài thực vật có hoa trong họ Thạch nam. Loài này được (Aiton) G. Don mô tả khoa học đầu tiên năm 1834.